# Kulturspiegel (Fernsehsendung)
Der Kulturspiegel war eine Magazinsendung des Saarländischen Rundfunks, die über die Kulturszene im Saarland und der Saar-Lor-Lux-Region berichtet. Die 30-minütige Sendung lief mittwochs um 18:50 Uhr im regionalen Vorabendprogramm des SR Fernsehen und wurde donnerstags um 10:30 Uhr auf Einsfestival wiederholt. Moderiert wurde der Kulturspiegel von Oliver Hottong und Susanne Scherer.
2016 übernahm das ähnliche Sendekonzept Wir im Saarland – Kultur die Kultursparte des SR. Es gab noch einzelne Kulturspiegel-Sondersendungen.